# 臨時台湾鉄道隊
臨時台湾鉄道隊（りんじたいわんてつどうたい、旧字体：臨時臺灣鐵道隊）とは、日本統治時代初期に台湾の鉄道関係を管理していた組織で、人員は日本の陸軍省と逓信省の混成であった。 台湾総督府民政局逓信部鉄道課と台湾鉄道線区司令部を継承した組織で:195、清時代の台湾鉄道（全台鉄路商務総局鉄道）の復元だけでなく、将来の鉄道路線の調査や軍用軽便鉄道の敷設なども行っていた:201。

## 沿革
臨時台湾鉄道隊は、1895年8月25日に日本の陸軍大臣が発布した「臨時鉄道隊勤務令」に基づいて設立されたもので:201、隊長は山根武亮であった。山根は9月17日に台湾に到着し、台湾総督府民政局逓信部鉄道課を継承してこれ解散し、これまで鉄道を担当していた台湾鉄道線区司令部は9月24日に廃止された:197。山根隊長は当初、台北駅近くの民家に本部を構えていたが、11月28日に北門街の新事務所に移転した:202。
臨時台湾鉄道隊は設立後、軍事輸送業務を担当し、基隆-台北区間の改築、新竹以南延伸事業と縦貫線の調査業務を担い、1896年7月5日には、軍事輸送に支障を来さない前提で、一般人にも鉄道の使用が認められた:202。
台湾縦貫鉄道の建設は、1896年に設立された台湾鉄道会社が行うものとされていたため、臨時台湾鉄道隊は1897年3月31日に活動を停止し、1897年4月1日に台湾総督府民政局通信部臨時鉄道掛に引き渡された:203。4月22日の引き渡しの翌日、山根隊長は東京に向けて台湾を出発し、臨時台湾鉄道隊は1897年9月末に正式に解散した:203。

## 編制
臨時台湾鉄道隊は本部・鉄道班・軽便鉄道班で構成され、さらに鉄道班は保線掛・車両掛・運輸掛・計理掛に細分化されていた:199-200,203-205。各組織の簡単な説明は、以下のとおり：
- 本部：隊の統括を担い、工事や輸送業務の進捗を調整、路線・駅・工程・人物や物資の輸送・依頼等を担当する[1][2]:203-205。
- 鉄道班
  - 保線掛：鉄道路線の建設・改造・維持管理・修繕などを担当する[1]。また、鉄道通信の保守・監視を担当しており、鉄道隊に所属する建物は彼らが整備している[1]。
  - 車両掛：鉄道車両に関する事項を担当[1]。1896年11月28日に鉄道隊が移転した際には、車両掛は北門街には移されず、台北駅に残留した[2]。
  - 運輸掛：列車運行時刻表の作成、鉄道通信の対応を担当[1]。
  - 計理掛：計算・出納・購買・配給の各業務を担当[1]。
- 軽便鉄道班：班長、職工、軍役夫総勢2221人[1]。